# Solenopsis picea
Solenopsis picea es una especie de hormiga del género Solenopsis, subfamilia Myrmicinae.

## Distribución
Esta especie se encuentra en Argentina, Belice, Brasil, Costa Rica, Guatemala, Guyana, Honduras, México, Nicaragua y Panamá.